# Gallatin (Nowy Jork)
Gallatin – miasto w Stanach Zjednoczonych, w stanie Nowy Jork, w hrabstwie Columbia.